# Stazione di Borgio Verezzi
La stazione di Borgio Verezzi è una fermata ferroviaria posta lungo la linea Genova-Ventimiglia, al servizio dell'omonimo comune.

## Storia
L'impianto venne attivato il 12 ottobre 1908 come stazione ferroviaria.
Con l'asportazione del secondo binario, Il 10 febbraio 1997 venne trasformata in fermata impresenziata.

## Movimento
La stazione è servita da relazioni regionali svolte da Trenitalia nell'ambito del contratto di servizio stipulato con la Regione Liguria.